# 龍門駅 (京畿道)
龍門駅（ヨンムンえき）は大韓民国京畿道楊平郡龍門面にある、韓国鉄道公社（KORAIL）の駅。
乗り入れている路線は、線路名称上は中央線1路線のみであるが、当駅に停車するKTXやITX-セマウルやムグンファ号が他路線に直通したり、広域電鉄の京義・中央線電車が乗り入れている。京義・中央線の駅番号はK137。

## 歴史

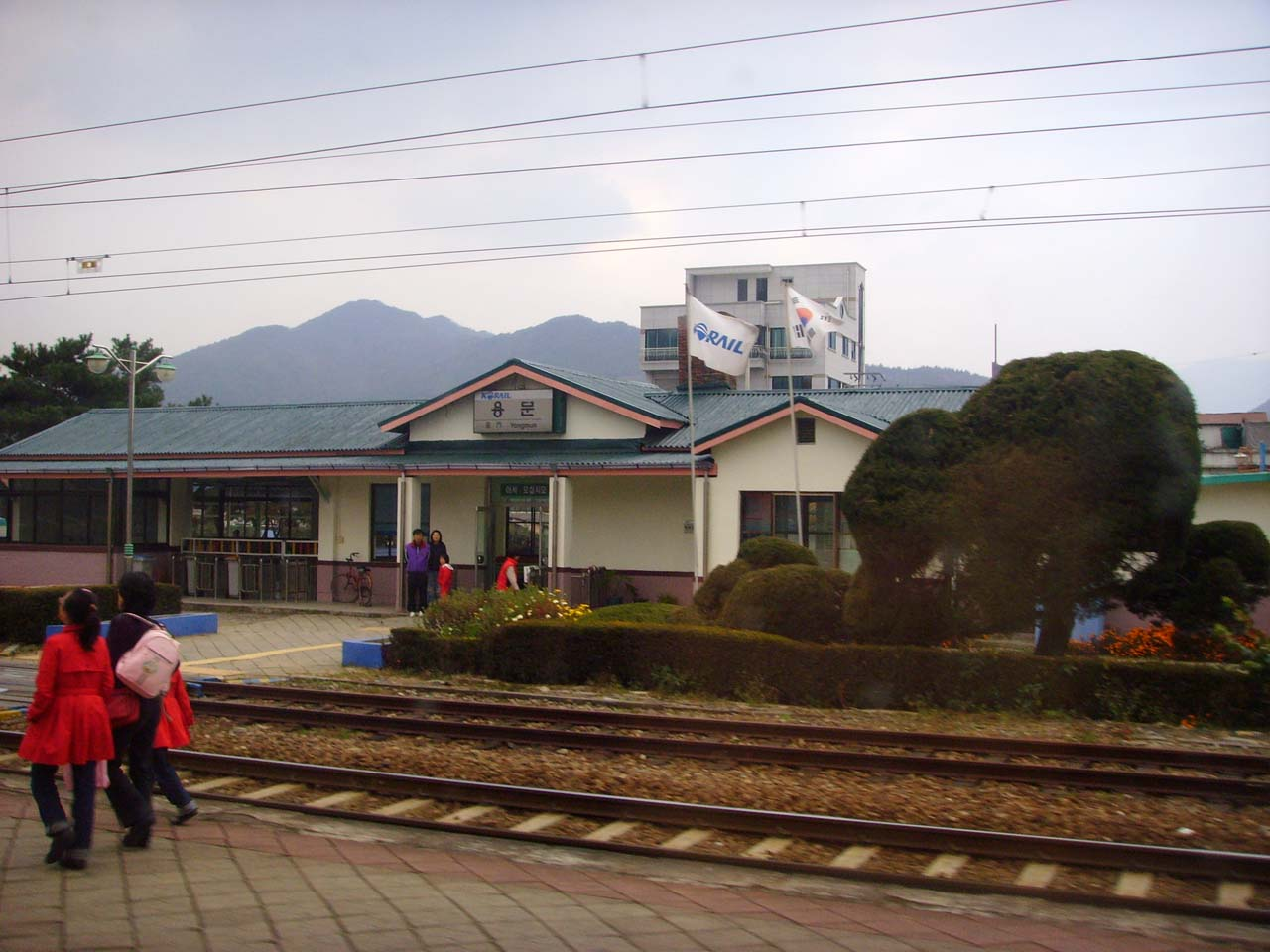
旧駅舎

- 1941年4月1日 - 朝鮮総督府鉄道の駅として開業。
- 1950年6月30日 - 朝鮮戦争により駅舎焼失。
- 1957年6月14日 - 駅舎修復竣工。
- 2005年1月1日 - 鉄道庁の改組により韓国鉄道公社(KORAIL)の駅となる。
- 2009年2月4日 - 臨時駅舎へ移転。
- 2009年12月23日 - 中央線の通勤電車が菊秀駅から当駅まで延伸開業。同時に現在の駅舎の使用を開始。
- 2014年12月27日 - 京義電鉄線（龍山線）が孔徳駅から龍山駅まで開通し、中央電鉄線と直通を開始。同時に双方の路線名を「首都圏電鉄京義・中央線」とする。
- 2017年1月21日 - 通勤電車の運転区間を砥平駅まで延伸（1日4本のみ）。

## 駅構造
島式ホーム4面6線を有する地上駅。一般列車用の相対式ホームの両側を京義・中央線の島式ホームが挟む形となっている。京義・中央線は改札が上下ホームで分離されている。

### のりば
| 1・2 | 京義・中央線 | 緩行                       | 砥平方面/当駅止まり（入庫列車のみ） |
| 3    | 中央線       | ITX-セマウル・ムグンファ号 | 堤川・安東・釜田・正東津方面        |
| 4    | 中央線       | ITX-セマウル・ムグンファ号 | 楊平・徳沼・清凉里方面              |
| 5・6 | 京義・中央線 | 緩行                       | 楊平・徳沼・清凉里・龍山・汶山方面  |

## 利用状況
近年の一日平均利用人員推移は下記のとおり。
なお、2009年は開業日の12月23日から12月31日までの9日間の平均である。
| 路線         | 路線     | 2000年 | 2001年 | 2002年 | 2003年 | 2004年 | 2005年 | 2006年 | 2007年 | 2008年 | 2009年 | 出典  |
| ------------ | -------- | ------ | ------ | ------ | ------ | ------ | ------ | ------ | ------ | ------ | ------ | ----- |
| 京義・中央線 | 乗車人員 | 未開業 | 未開業 | 未開業 | 未開業 | 未開業 | 未開業 | 未開業 | 未開業 | 未開業 | 3,049  | [ 1 ] |
| 京義・中央線 | 降車人員 | 未開業 | 未開業 | 未開業 | 未開業 | 未開業 | 未開業 | 未開業 | 未開業 | 未開業 | 3,030  | [ 1 ] |
| 路線         | 路線     | 2010年 | 2011年 | 2012年 | 2013年 | 2014年 | 2015年 | 2016年 | 2017年 | 2018年 | 2019年 | 出典  |
| 京義・中央線 | 乗車人員 | 2,870  | 2,905  | 3,110  | 3,280  | 3,342  | 3,380  | 3,412  | 3,335  | 3,059  | 2,848  | [ 1 ] |
| 京義・中央線 | 降車人員 | 2,885  | 2,916  | 3,109  | 3,267  | 3,353  | 3,408  | 3,417  | 3,339  | 3,094  | 2,890  | [ 1 ] |
| 路線         | 路線     | 2020年 | 2021年 | 2022年 | 2023年 |        |        |        |        |        |        |       |
| 京義・中央線 | 乗車人員 | 1,801  | 2,011  | 2,196  | 2,282  |        |        |        |        |        |        |       |
| 京義・中央線 | 降車人員 | 1,845  | 2,029  | 2,231  | 2,308  |        |        |        |        |        |        |       |

## 駅周辺
龍門面の中心市街地が広がる。
- 多文初等学校（朝鮮語版）
- 龍門図書館
- 龍門面住民自治センター
- 龍門バスターミナル（朝鮮語版）
- 龍門養苗作業所
- 龍門郵便局
- 龍門体育公園
- 龍門下水終末処理場
- 龍門面事務所
- 龍門派出所

## 隣の駅
韓国鉄道公社
中央線
ITX-セマウル
清凉里駅 - 龍門駅 - 原州駅
ムグンファ号
楊平駅 - 龍門駅 - 砥平駅
 京義・中央線 
緩行
元徳駅 (K136) - 龍門駅 (K137) - 砥平駅 (K138)